# Usnea articulata
Usnea articulata är en lavart som först beskrevs av Carl von Linné., och fick sitt nu gällande namn av Franz Georg Hoffmann. Usnea articulata ingår i släktet Usnea och familjen Parmeliaceae.   Inga underarter finns listade i Catalogue of Life.